# Heiltz-le-Maurupt
Heiltz-le-Maurupt ist eine französische Gemeinde im Département Marne in der Region Grand Est. Sie hat eine Fläche von 16,33 km² und 435 Einwohner (2022).
Nachbargemeinden sind: Villers-le-Sec, Alliancelles, Sermaize-les-Bains, Pargny-sur-Saulx, Étrepy, Bignicourt-sur-Saulx, Jussecourt-Minecourt, Vanault-les-Dames und Sogny-en-l’Angle.

## Geschichte
Der Ort wurde im 12. Jahrhundert erstmals erwähnt.

## Bevölkerungsentwicklung
| Jahr                       | 1962 | 1968 | 1975 | 1982 | 1990 | 1999 | 2004 | 2009 | 2018 |
| -------------------------- | ---- | ---- | ---- | ---- | ---- | ---- | ---- | ---- | ---- |
| Einwohner                  | 397  | 407  | 376  | 384  | 405  | 383  | 391  | 395  | 428  |
| Quellen: Cassini und INSEE |      |      |      |      |      |      |      |      |      |

## Sehenswürdigkeiten
- Kirche St-Maurice (Monument historique), erbaut im 12. Jahrhundert

## Weblinks

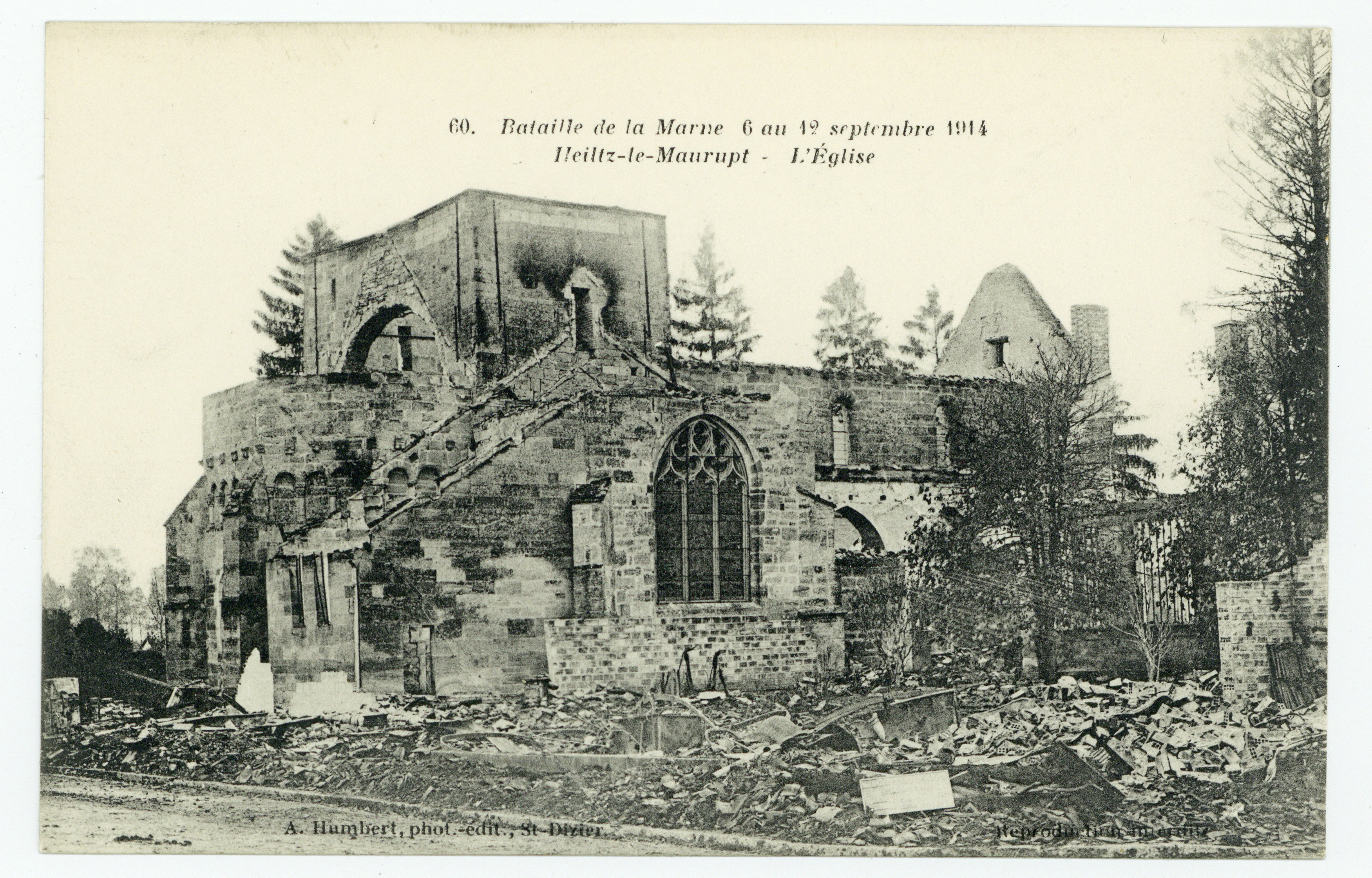
Während der Marneschlacht 1914 zerstörte Kirche St-Maurice